# Kaolien
Kaolien of chinaklei is een kleimineraal bestaand uit het aluminium-fylosilicaat kaoliniet; Al2Si2O5(OH)4.

## Naam
Ertsen die rijk zijn aan kaoliniet zijn bekend als chinaklei en ook als kaolien (vereenvoudigd Chinees: 高岭土; traditioneel Chinees: 高嶺土; pinyin: Gāolǐng tǔ), genoemd naar Gaoling (hoge bergketen) in de Chinese stad van het porselein: Jingdezhen in de provincie Jiangxi. Hier werd het materiaal traditioneel gebruikt ter vervaardiging van porselein.

## Toepassing
De commerciële waarde van kaolien ligt in de witheid en de fijne deeltjesgrootte. De morfologie van kaolien is een plaatjesstructuur. Deze structuur zorgt voor een hoge opaciteit. Het pigment is zacht en niet-abrasief en het is chemisch inert.
Kaolien is verkrijgbaar in kwaliteiten die tot 94% zuiver zijn. Kaolien wordt gebruikt in de papierproductie, bij het vervaardigen van porselein, als performance chemical en om natuursteen te reinigen.
In de papierindustrie wordt ongeveer de helft gebruikt als vulstof, wat het papier goedkoper maakt en de bedrukbaarheid verbetert. De andere helft wordt gebruikt als pigment in de coating op het papier. Kaolien verbetert de witheid, gladheid, glans en de opnamecapaciteit voor inkt.
In de keramische industrie is de functie van kaolien het geven van witheid aan het keramiek.
Als performance mineral wordt het als vulstof gebruikt in rubber, plastic, verf, kleurpotlood, lijm,  geneesmiddelen en veevoeder.
Kaolien wordt ook gebruikt als vulmiddel bij het restaureren van schilderijen. Op basis van kaolien en totynlijm wordt een vulmiddel gemaakt om beschadigingen in een schilderij weg te werken. Deze kaolienmastiek is omkeerbaar en laat zich later probleemloos weer verwijderen.

## Beschrijving
Kaolien wordt gevonden in primaire of secundaire vorm. De primaire vorm wordt op de plaats zelf gevormd uit veldspaat (hoofdzakelijk plagioklaas). Het kaolien wordt gevormd door het uiteenvallen van veldspaat onder invloed van verwering en thermische invloeden. Naast kaoliniet ontstaat er ook mica. Deze vorm wordt voornamelijk in Groot-Brittannië gevonden. De secundaire vorm is een afzetting van kaolien bijvoorbeeld door een rivier. Deze vorm komt voornamelijk uit de Verenigde Staten en Brazilië.

## Productie
De grootste producent in de wereld zijn de Verenigde Staten, waar een belangrijke voorraad aanwezig is in de staat Georgia. De tweede producent is het Verenigd Koninkrijk met name in Cornwall en Devon. De derde producent is Brazilië. Duitsland, Oostenrijk en Tsjechië hebben ook ruime voorraden. Rond 1900 ontdekte men in Caminau (deelgemeente van Königswartha in Saksen) een grote aanwezigheid van kaolien, die sinds 1904 in dagbouw ontgonnen wordt. In Zuid-Afrika wordt kaolien gevonden op het Kaaps Schiereiland bij Kaapstad. Er is ook ontginning in Marokko.
In 1768 werd kaolien gevonden in de streek van Limoges. Vooral de steengroeve te Saint-Yrieix-la-Perche bleek heel interessant qua winning van het mineraal. In Ploemeur (Bretagne) wordt een laag kaolien ontgonnen sinds zijn ontdekking in 1904.
In Suriname is in de jaren 1990 getracht om de kaolien-winning van de grond te krijgen. De voormalige, innmiddels uitgeputte bauxietmijnen bij Moengo leken daartoe een goed startpunt te vormen: nu het bauxiet was weggeschraapt kon de winning van kaolien beginnen. Het initiatief van enkele investeerders kreeg echter geen uitvoering. Echter sinds 2002 is begonnen om na te gaan of winning mogelijk is. In samenwerking met TNO zijn proefboringen gedaan die aangetoond hebben dat winning mogelijk is. Op het terrein van de Anton de Kom universiteit in Paramaribo is in februari 2007 een laboratorium in gebruik genomen dat de kaolien gaat onderzoeken. Dit alles in samenwerking met Moengo Minerals N.V.
De winning van het kaolien gaat in dagbouw. Met een waterstraal wordt het kaolien losgespoten. Verschillende stappen met maling en zuivering en daarna droging leiden tot het eindproduct. Bij de zuivering moeten vooral ijzerhoudende deeltjes verwijderd worden, zoals resten veldspaat.
Een verdere verwerking met warmte kan leiden tot gecalcineerde klei, die een nog hogere witheid heeft.

## Milieuaspecten
Het landschap wordt aangetast door de afgravingen. Bij de productie ontstaan grote hoeveelheden zand, stenen en mica. Deze worden weer teruggestort in de afgebouwde gebieden.
Uit 9 ton ruwe kaolien wordt 1 ton zuivere kaolien geproduceerd.